# Салахутдинов, Камал Ситдикович
Камал Ситдикович Салахутдинов (Камал III) (31 декабря 1899 (12) января 1900 год, Астрахань — 27 июля 1968, Казань) — татарский советский театральный актёр, народный артист РСФСР (1957).

## Биография
Камал Ситдикович Салахутдинов родился 31 декабря 1899 (12) января 1900 года в Астрахани. Учился в мектебе (начальной школе) «Шураи ислам» («Совет Ислама»). 
В 1918 году начал выступать в Астраханском татарском театре. В 1919 году окончил Астраханскую татарскую театральную студию.
С 1924 года играл в Татарском театре имени Красного Октября (сейчас Татарский академический театр имени Галиасгара Камала, Казань). Его театральный псевдоним Камал III (Камал Третий) связан с именами двух других Камалов, сыгравших огромную роль в театре Татарстана: актёра, режиссёра и драматурга Габдуллы Камала (Камал I; 1893—1933) и актёра и режиссёра Габдрахмана Камала (Камал II; 1896—1948).
Один из крупнейших мастеров татарской национальной сцены, продолжатель романтических традиций в татарском театральном искусстве, создатель героических образов.
Умер 27 июля 1968 года.

## Награды и премии
- Народный артист Татарской АССР (1943).
- Заслуженный артист РСФСР (1950).
- Народный артист РСФСР (1957).

## Работы в театре
- 1925 — «Гамлет» Шекспира — Лаэрт
- 1927 — «Ревизор» Н. Гоголя — Хлестаков
- 1933 — «Коварство и любовь» Ф. Шиллера — Фердинанд
- 1934 — «Первые пветы» К. Тинчурина — Хамит
- 1935 — «Молодая жизнь» Г. Кулахметова — Гали
- 1938 — «Тукай» Файзи — Тукай
- 1938 — «Доходное место» А. Островского — Жадов
- 1939 — «Без вины виноватые» А. Островского — Незнамов
- 1941 — «Ромео и Джульетта» Шекспира — Ромео
- 1945 — «Король Лир» Шекспира — Эдгар
- 1946 — «За тех, кто в море!» Б. Лавренёва — Максимов
- 1948 — «Мулланур Вахитов» Исанбета — Мулланур Вахитов
- 1953 — «Отелло» Шекспира — Отелло
- «Галиябану» М. Файзи — Халил
- «Белый калфак» М. Файзи — Бакый
- «Несчастный юноша» Г. Камала — Закир
- «Любимая» М. Файзи — Шараф